# 塔定乡
塔定乡（藏語：དར་སྡིངས་），是中华人民共和国西藏自治区日喀则市谢通门县下辖的一个乡镇级行政单位。

## 行政区划
塔定乡下辖以下地区：
卡如村、乃能村、久如村和普村。